# DXO
DXO (англ. Decapping exoribonuclease) – білок, який кодується однойменним геном, розташованим у людей на короткому плечі 6-ї хромосоми. Довжина поліпептидного ланцюга білка становить 396 амінокислот, а молекулярна маса — 44 929.
| 10         |  | 20         |  | 30         |  | 40         |  | 50         |
| ---------- |  | ---------- |  | ---------- |  | ---------- |  | ---------- |
| MDPRGTKRGA |  | EKTEVAEPRN |  | KLPRPAPSLP |  | TDPALYSGPF |  | PFYRRPSELG |
| CFSLDAQRQY |  | HGDARALRYY |  | SPPPTNGPGP |  | NFDLRDGYPD |  | RYQPRDEEVQ |
| ERLDHLLCWL |  | LEHRGRLEGG |  | PGWLAEAIVT |  | WRGHLTKLLT |  | TPYERQEGWQ |
| LAASRFQGTL |  | YLSEVETPNA |  | RAQRLARPPL |  | LRELMYMGYK |  | FEQYMCADKP |
| GSSPDPSGEV |  | NTNVAFCSVL |  | RSRLGSHPLL |  | FSGEVDCTDP |  | QAPSTQPPTC |
| YVELKTSKEM |  | HSPGQWRSFY |  | RHKLLKWWAQ |  | SFLPGVPNVV |  | AGFRNPDGFV |
| SSLKTFPTMK |  | MFEYVRNDRD |  | GWNPSVCMNF |  | CAAFLSFAQS |  | TVVQDDPRLV |
| HLFSWEPGGP |  | VTVSVHQDAP |  | YAFLPIWYVE |  | AMTQDLPSPP |  | KTPSPK     |

A: Аланін

C: Цистеїн

D: Аспарагінова кислота

E: Глутамінова кислота

F: Фенілаланін

G: Гліцин

H: Гістидин

I: Ізолейцин

K: Лізин

L: Лейцин

M: Метіонін

N: Аспарагін

P: Пролін

Q: Глутамін

R: Аргінін

S: Серин

T: Треонін

V: Валін

W: Триптофан

Кодований геном білок за функціями належить до гідролаз, екзонуклеаз, нуклеаз, фосфопротеїнів. 
Білок має сайт для зв'язування з нуклеотидами, іонами металів, іоном магнію, РНК. 
Локалізований у ядрі.